# Kučevo (općina)
Kučevo (općina) (ćirilično: Општина Кучево) je općina u Braničevskom okrugu u Središnjoj Srbiji. Središte općine je naselje Kučevo. 

## Zemljopis
Po podacima iz 2004. općina zauzima površinu od 721 km² (od čega je poljoprivrednik površina 15.083 ha, i šumskih 16.554 ha).

## Stanovništvo
Prema popisu stanovništva iz 2002. godine u općini živi 18.808 stanovnika, raspoređenih u 26 naselja .

### Naselja
| - Kučevo - Blagojev Kamen - Brodica - Bukovska - Velika Bresnica - Voluja - Vuković - Duboka - Zelenik - Kaona | - Kučajna - Lješnica - Mala Bresnica - Mišljenovac - Mustapić - Neresnica - Rabrovo - Ravnište | - Radenka - Rakova Bara - Sena - Srpce - Turija - Ceremošnja - Cerovica - Ševica |

Po podacima iz 2004. prirodni priraštaj je iznosio -8,9 ‰, a broj zaposlenih u općini iznosi 2.767 ljudi. U općini se nalazi 18 osnovnih škola s 1.484 učenika i 1 srednja škola s 269 učenika.